# Daniel Martínez (ciclista)
Daniel Felipe Martínez Poveda (Bogotà, 25 aprile 1996) è un ciclista su strada colombiano che corre per il team Red Bull-Bora-Hansgrohe. Professionista dal 2015, ha caratteristiche di passista-scalatore. In carriera, ha concluso al secondo posto, il Giro d'Italia 2024 e ha vinto una tappa al Tour de France 2020.

## Carriera
Nella categoria junior si mette in mostra con importanti successi e nel 2015 esordisce nel professionismo con il team Colombia di Claudio Corti. Nel 2016 passa al team Southeast, divenuto Wilier Triestina-Southeast nel maggio dello stesso anno: in stagione corre il suo primo Giro d'Italia. Nel 2017 si classifica settimo alla Milano-Torino e vince la classifica giovani al Giro di Turchia, gara World Tour.
Nel 2018 si trasferisce al team EF Education: in stagione si classifica terzo al Tour of California, valido per il calendario World Tour, e corre il suo primo Tour de France, portandolo a termine. L'anno dopo conquista il titolo nazionale a cronometro, la frazione del Col de Turini alla Parigi-Nizza e la cronometro dei Giochi panamericani a Lima; conclude inoltre terzo al Tour Colombia e secondo al Tour of Guangxi.

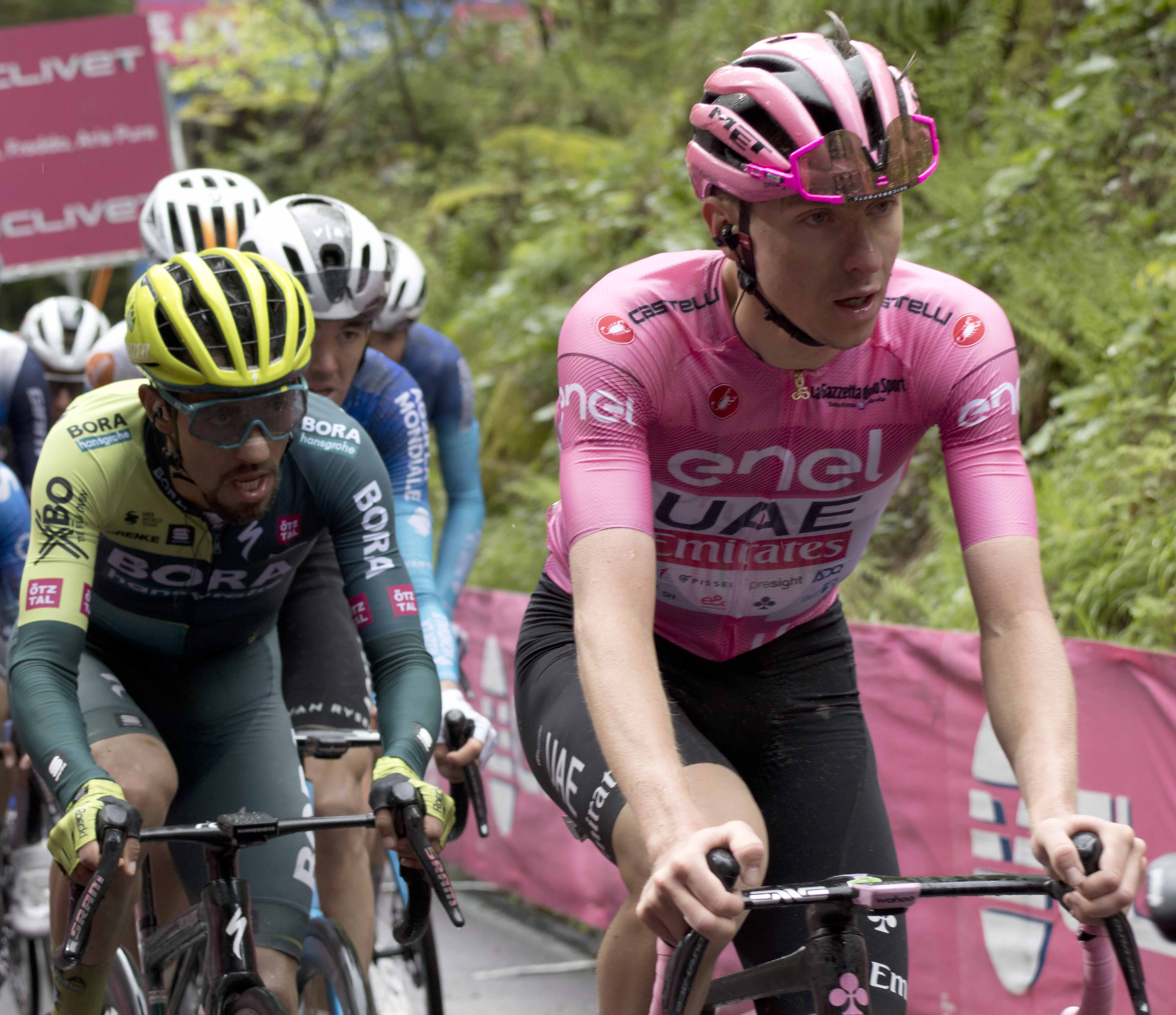
Martínez alle spalle della maglia rosa Tadej Pogačar in un momento della diciassettesima tappa del Giro d'Italia 2024

Nel 2020, sempre in maglia EF, si aggiudica il prestigioso Giro del Delfinato, conquistando la maglia all'ultima tappa dopo il ritiro di Primož Roglič, leader e dominatore della corsa nelle prime frazioni. Partecipa poi al Tour de France come uno degli uomini di punta della squadra, ma finisce presto fuori classifica anche per i postumi di una caduta occorsagli nella seconda giornata di corsa: cerca quindi più volte la fuga con l'obiettivo di una vittoria parziale, fino a trovarla nella tredicesima tappa, quella con l'arrivo in salita a Puy Mary.
Il 25 settembre, a pochi giorni dal termine del Tour, viene annunciato il suo passaggio alla Ineos a partire dalla stagione 2021. Nel maggio dello stesso anno partecipa al Giro d'Italia, in veste di principale luogotenente del proprio connazionale e capitano Egan Bernal: si posiziona al quinto posto in classifica generale, risultando inoltre di fondamentale supporto per Bernal nella conquista del successo finale. Nel 2024 viene ingaggiato dalla Bora: vinto a fine gennaio il quarto titolo nazionale a cronometro in carriera, si aggiudica in salita la seconda e la quinta tappa della Volta ao Algarve, che termina secondo alle spalle di Remco Evenepoel. Nel mese di maggio torna, a tre anni di distanza, al Giro d'Italia: chiude al secondo posto finale, distanziato di quasi 10 minuti dal vincitore Tadej Pogačar, dominatore di quell'edizione, in quello che rappresenta il suo primo podio in un grande Giro.

## Palmarès

### Strada
- 2013 (Juniores)

Campionati panamericani, Prova a cronometro Juniores
Campionati colombiani, Prova a cronometro Juniores
- 2014 (Juniores)

Campionati colombiani, Prova a cronometro Juniores
- 2019 (EF Education First, tre vittorie)

Campionati colombiani, Prova a cronometro
7ª tappa Parigi-Nizza (Nizza > Col de Turini)
Giochi panamericani, Prova a cronometro
- 2020 (EF Pro Cycling, quattro vittorie)

Campionati colombiani, Prova a cronometro
6ª tappa Tour Colombia (Zipaquirá > El Once-Alto del Verjón)
Classifica generale Giro del Delfinato
13ª tappa Tour de France (Châtel-Guyon > Puy Mary)
- 2022 (Ineos Grenadiers, quattro vittorie)

Campionati colombiani, Prova a cronometro
4ª tappa Giro dei Paesi Baschi (Vitoria-Gasteiz > Zamudio)
Classifica generale Giro dei Paesi Baschi
Coppa Sabatini
- 2023 (Ineos Grenadiers, una vittoria)

Classifica generale Volta ao Algarve
- 2024 (Bora-Hansgrohe, tre vittorie)

Campionati colombiani, Prova a cronometro
2ª tappa Volta ao Algarve (Lagoa > Alto da Fóia)
5ª tappa Volta ao Algarve (Faro > Alto do Malhão)

#### Altri successi
- 2015 (Colombia)

Classifica scalatori Route du Sud
Classifica giovani Tour of Utah
- 2017 (Wilier Triestina-Selle Italia)

Classifica giovani Giro di Turchia
- 2018 (Team EF Education First-Drapac p/b Cannondale)

Classifica giovani Colorado Classic
- 2019 (EF Education First)

1ª tappa Tour Colombia (Medellín > Medellin, cronosquadre)
- 2020 (EF Pro Cycling)

1ª tappa Tour Colombia (Tunja > Tunja, cronosquadre)
Classifica giovani Giro del Delfinato
- 2022 (Ineos Grenadiers)

Classifica a punti Giro dei Paesi Baschi
- 2024 (Bora-Hansgrohe)

Classifica scalatori Volta ao Algarve

## Piazzamenti

### Grandi Giri
- Giro d'Italia

2016: 89º
2017: non partito (17ª tappa)
2021: 5º
2024: 2º
2025: 53º
- Tour de France

2018: 36º
2020: 28º
2022: 29º
2023: non partito (15ª tappa)
Vuelta a España
2019: 41º
2020: non partito (4ª tappa)
2024: ritirato (20ª tappa)

### Classiche monumento
- Milano-Sanremo

2016: 123º
2017: 116º
- Liegi-Bastogne-Liegi

2018: 61º
2019: 20º
2020: 20º
2022: 4º
2025: 7º
- Giro di Lombardia

2015: ritirato
2016: 57º
2017: ritirato
2018: 49º
2022: 17º
2024: 29º

### Competizioni mondiali
- Campionati del mondo

Firenze 2013 - Cronometro Juniores: 31º
Firenze 2013 - In linea Juniores: 15º
Ponferrada 2014 - Cronometro Juniores: 37º
Ponferrada 2014 - In linea Juniores: ritirato
Doha 2016 - Cronometro Under-23: 30º
Doha 2016 - In linea Under-23: 53º
Bergen 2017 - Cronometro Under-23: 28º
Bergen 2017 - In linea Under-23: 36º
Innsbruck 2018 - In linea Elite: ritirato
Yorkshire 2019 - Cronometro Elite: 30º
Yorkshire 2019 - In linea Elite: 29º
Imola 2020 - Cronometro Elite: 18º
Imola 2020 - In linea Elite: 31º
Zurigo 2024 - In linea Elite: 60º
- Giochi olimpici

Parigi 2024 - In linea: 25º
- UCI World Tour/UCI World Ranking

UCI World Ranking 2015: 886º
UCI World Ranking 2016: 921º
UCI World Ranking 2017: 250º
UCI World Tour 2018: 85º
UCI World Ranking 2018: 113º
UCI World Ranking 2019: 106º
UCI World Ranking 2020: 34º
UCI World Ranking 2021: 146º
UCI World Ranking 2022: 15º
UCI World Ranking 2023: 222º
UCI World Ranking 2024: 34º